# 숭모사 (완도군)
숭모사(崇慕祠)는 대한민국 전라남도 완도군 청산면 부흥리에 있는 숭모사이다. 2003년 11월 24일 완도군의 향토문화유산 제2호로 지정되었다.

## 개요
김유(金瀏, 1814~1884) 선생은 여수시 거문도(동도)유촌리에서 출생한 당대의 큰 선비로 본관은 경주(慶州). 자는 사량(士亮), 호는 귤은(橘隱)이다, 유년시절 학문을 수학 한후 고향인 거문도로 돌아와 만해 김양록(1806~1855)과 함께 낙영재를 지어 지역의 영재 교육에 힘썼고 당시 지근거리에 있던 이곳 여서도와 청산도에서 서당을 열어 많은 제자를 길러냈다, 귤은 선생은 절해낙도(絶海落島)인 청산도, 여서도, 거문도에서 제자를 가르치는 평생 동안 선비다운 기품을 보여 주었으며 숨을 거두는 마지막 날까지도 청산재(靑山齋)에서 제자들에게 강론을 하다가 1884년 71세의 일기로 세상을 떠났다,
귤은 선생이 타계하자 거문도 제자들은 낙영재에서 매년 9월9일 제를 지내다가 해방후 고도에 새로 귤은당을 지어 그의 정신을 기려오고 있고 이곳 청산도에서는 1885년 제자인 김낙인의 43명이 뜻을 모아 지금의 위치인 청산면 부흥리 857번지 (호은제) 터에 숭모사를 세우고 매년 음력 3월3일에 제를 지내고 있다, 귤은의 저서로는 현감존문장(縣監存門狀)을 비롯 순영존문장(巡營存門狀), 영조기증선(英祖寄贈扇), 친필주선(親筆珠選), 해상기문(海上奇聞), 귤은제집(橘隱諸集) 등이 있다,